# By the Grace of the Gods
By the Grace of the Gods (神達に拾われた男, Kami-tachi ni Hirowareta Otoko) est une série de light novel japonais écrite par Roy et illustrée par Ririnra. La série débute le 18 janvier 2014 en ligne sur le site Shōsetsuka ni narō. Une nouvelle version a débuté en septembre 2015. La série est acquise par Hobby Japan, qui publie dix-sept volumes à partir de septembre 2017 sous le label HJ Novels imprint.
Une adaptation en manga illustrée par Ranran est publiée en ligne via Manga UP! de Square Enix et sur le site web Gangan Online depuis novembre 2017. La série manga est rassemblée en quatorze volumes tankōbon en date de mars 2025.
Une adaptation en une série télévisée animée réalisée par le studio Maho Film est diffusée du 4 octobre 2020 au 20 décembre 2020. Une deuxième saison est diffusée entre janvier et mars 2023.

## Synopsis
Ryoma Takebayashi est un homme solitaire qui a mené une vie semée d'embûches jusqu'à mourir d'un malheureux accident pendant son sommeil. Dans l'au-delà, il est accueilli par trois dieux qui se sont attachés à lui et l'ont envoyé dans un autre monde réincarné en un enfant de 8 ans, dans ce monde, il utilise ses connaissances et ses capacités innées, combinées aux bénédictions des dieux pour vivre une nouvelle vie remplie de défis et de rencontres.

## Personnages

### Personnages principaux
Ryôma Takebayashi (竹林竜馬, Takebayashi Ryoma)
Voix japonaise : Azusa Tadokoro (en) (enfant), Hiroki Yasumoto (adulte), voix française : Anouck Hautbois (enfant), Marc Bretonnière (adulte)
Le principal protagoniste qui a vécu une vie sans histoires en tant qu'employé de bureau au Japon avant de mourir dans son sommeil. En raison de son comportement diligent et gentil, il gagne la grâce des dieux qui l'envoient dans un autre monde en un garçon de 8 ans où il vit dans une forêt pendant trois ans tout seul en perfectionnant ses compétences et en apprivoisant des centaines de slimes, en utilisant leur multiples capacités dans diverses tâches allant du combat et de la chasse jusqu'au nettoyage et à l'artisanat. Il restera seul avec ces slimes jusqu'à rencontrer la famille Jamil qui l'accueille chaleureusement parmi eux.
Eliaria (エリアリア, Eriaria)
Voix japonaise : Yūki Kuwahara (en), voix française : Clotilde Verry
Héritière du duché Jamil, Eliaria est une jeune fille de 11 ans qui devient l'amie intime de Ryôma. Comme Ryôma, elle est une dompteuse de monstres et son corps est doté d'un grand potentiel magique, mais elle a du mal à le contrôler, jusqu'à ce que Ryôma lui apprenne à s'entraîner correctement.

### Famille Jamil
Reinhart (ラインハルト, Rainharuto)
Voix japonaise : Daisuke Ono, voix française : Jérémy Zylberberg
Le duc de Jamil et le père d'Eliaria, il rencontre Ryôma dans la forêt et devient son ami, l'invitant plus tard à vivre avec sa famille.
Elise (エリーゼ, Erīze)
Voix japonaise : Saori Hayami, voix française : Cindy Tempez
La duchesse de Jamil et l'épouse de Reinhart. En rencontrant Ryôma, elle s'attache rapidement à lui, le traitant comme son propre fils.
Reinbach (ラインバッハ, Rainbahha)
Voix japonaise : Takehito Koyasu, voix française : Bertrand Dingé
L'ancien duc de Jamil, il est le père de Reinhart et un dompteur de monstres bien connu.

### Divinités
Lulutia (ルルティア, Rurutia)
Voix japonaise : Kikuko Inoue, voix française : Zoé Bettan
La déesse de la guérison et de l'amour.
Kufo (クフォ)
Voix japonaise : Makoto Koichi, voix française : Sidonie Laurens
Le dieu de la vie.
Gain (ガイン)
Voix japonaise : Motomu Kiyokawa (en), voix française : Richard Leroussel
Le dieu de la création.

### Aventuriers
Miya (ミーヤ)
Voix japonaise : Marika Kouno, voix française : Valérie Bescht
Une femme-chatte et aventurière de rang B, elle devient le premier client de Ryôma après qu'il soit devenu un aventurier, lorsqu'il est chargé de nettoyer sa maison, devenant plus tard son amie.
Wogan (ウォーガン)
Voix japonaise : Tetsu Inada
Le maître de la branche Gimuru de la guilde des aventuriers.
Welanna (ウェルアンナ, Ueruan'na)
Voix japonaise : Yūki Hirose, voix française : Lauryanne Philippe
Une femme-louve et l'amie de Miya.
Mizelia (ミゼリア, Mizeria)
Voix japonaise : Yūki Takada, voix française : Antonella Colapietro
Un homme-tigre et l'ami de Miya.
Cilia (シリア, Shiria)
Voix japonaise : Yui Fukuo (en)
Une femme-lapine et l'amie de Miya.

### Collègue de son ancienne vie
Tabuchi (田淵)
Voix japonaise : Makoto Furukawa (en)
Le collègue de Ryôma lors de sa précédente vie.

## Light novel
La série a été publiée pour la première fois en ligne sur le site web Shōsetsuka ni narō en janvier 2014 par Roy. Une nouvelle version de la série est publiée en septembre 2015. La série est ensuite acquise par Hobby Japan, qui publie le premier volume en tant que light novel physique sous leur filiale HJ Novels imprint le 22 septembre 2017.

### Liste des volumes
| no | Japonais          | Japonais          |
| no | Date de sortie    | ISBN              |
| -- | ----------------- | ----------------- |
| 1  | 22 septembre 2017 | 978-4-79-861509-7 |
| 2  | 22 novembre 2017  | 978-4-79-861571-4 |
| 3  | 22 mars 2018      | 978-4-79-861653-7 |
| 4  | 21 juillet 2018   | 978-4-79-861730-5 |
| 5  | 22 novembre 2018  | 978-4-79-861807-4 |
| 6  | 22 mars 2019      | 978-4-79-861887-6 |
| 7  | 24 août 2019      | 978-4-79-861980-4 |
| 8  | 22 février 2020   | 978-4-79-862124-1 |
| 9  | 22 août 2020      | 978-4-79-862270-5 |
| 10 | 22 décembre 2020  | 978-4-79-862375-7 |
| 11 | 18 décembre 2021  | 978-4-79-862667-3 |
| 12 | 18 novembre 2022  | 978-4-79-862973-5 |
| 13 | 19 avril 2023     | 978-4-79-863162-2 |
| 14 | 17 novembre 2023  | 978-4-79-863343-5 |
| 15 | 17 mai 2024       | 978-4-79-863539-2 |
| 16 | 19 décembre 2024  | 978-4-79-863698-6 |
| 17 | 19 juin 2025      | 978-4-79-863871-3 |

## Manga
Une adaptation en manga illustrée par Ranran a été diffusée en ligne via Manga UP! de Square Enix et sur le site web Gangan Online en novembre 2017. La série est rassemblée en quatorze volumes tankōbon éditée en version physique depuis le 13 juin 2018,.
Une version française du manga est éditée par nobi nobi ! depuis le 4 janvier 2023.

### Liste des tomes
| no | Japonais         | Japonais          | Français         | Français          |
| no | Date de sortie   | ISBN              | Date de sortie   | ISBN              |
| -- | ---------------- | ----------------- | ---------------- | ----------------- |
| 1  | 13 juin 2018     | 978-4-75-755742-0 | 4 janvier 2023   | 978-2-3734-9922-3 |
| 2  | 22 octobre 2018  | 978-4-75-755881-6 | 4 janvier 2023   | 978-2-3734-9923-0 |
| 3  | 12 avril 2019    | 978-4-75-756041-3 | 1er mars 2023    | 978-2-3734-9924-7 |
| 4  | 12 octobre 2019  | 978-4-75-756343-8 | 3 mai 2023       | 978-2-3734-9952-0 |
| 5  | 22 avril 2020    | 978-4-75-756610-1 | 5 juillet 2023   | 978-2-3734-9953-7 |
| 6  | 22 décembre 2020 | 978-4-75-756981-2 | 6 septembre 2023 | 978-2-3734-9954-4 |
| 7  | 7 juin 2021      | 978-4-75-757286-7 | 2 novembre 2023  | 978-2-3734-9955-1 |
| 8  | 7 février 2022   | 978-4-75-757725-1 | 7 février 2024   | 978-2-3734-9956-8 |
| 9  | 7 septembre 2022 | 978-4-75-758116-6 | 2 mai 2024       | 978-2-38496-164-1 |
| 10 | 7 mars 2023      | 978-4-7575-8444-0 | 28 août 2024     | 978-2-38496-165-8 |
| 11 | 6 octobre 2022   | 978-4-7575-8834-9 | 20 novembre 2024 | 978-2-38496-166-5 |
| 12 | 7 mars 2024      | 978-4-7575-9079-3 | 16 avril 2025    | 978-2-38496-416-1 |
| 13 | 7 octobre 2024   | 978-4-7575-9455-5 | —                |                   |
| 14 | 7 mars 2025      | 978-4-7575-9721-1 | —                |                   |

## Anime
Une adaptation en une série animée a été annoncée par Hobby Japan le 20 février 2020. La série est réalisée par le studio d'animation Maho Film et réalisée par Takeyuki Yanase, avec Kazuyuki Fudeyasu en tant que rédacteur en chef et scénariste. Kaho Deguchi s'occupant du design des personnages et Hiroaki Tsutsumi composant la musique de la série.
Azusa Tadokoro interprète le générique d'ouverture Yasashii Sekai, tandis que MindaRyn interprète le générique de fin Blue Rose knows.
Le premier épisode a été pré-projeté à la FunimationCon 2020 le 3 juillet 2020,, mais l'épisode a été officiellement diffusée au Japon le 4 octobre 2020 sur Tokyo MX et BS Fuji ,. La série est diffusée en France par Wakanim et par Crunchyroll, et elle est composée de 12 épisodes, diffusée du 4 octobre 2020 au 20 décembre 2020.
Une deuxième saison est annoncée le 4 juin 2021. Elle est diffusée entre le 8 janvier et le 27 mars 2023. MindaRyn interprète la chanson thème d'ouverture Way to go, et Azusa Tadokoro la chanson thème de fin Drum-shiki tansaki.

### Liste des épisodes

#### Saison 1
| No | Titre français                               | Titre japonais                 | Titre japonais                             | Date de 1re diffusion |
| No | Titre français                               | Kanji                          | Rōmaji                                     | Date de 1re diffusion |
| -- | -------------------------------------------- | ------------------------------ | ------------------------------------------ | --------------------- |
| 1  | Les slimes et Ryôma                          | スライムと龍馬                 | Suraimu to Ryūma                           | 4 octobre 2020        |
| 2  | Voyage avec les slimes                       | スライムたちと旅立ち           | Suraimu-tachi to tabidachi                 | 11 octobre 2020       |
| 3  | Première ville avec les slimes               | スライムたちと初めての街       | Suraimu-tachi to hajimete no machi         | 18 octobre 2020       |
| 4  | Nettoyage avec les slimes                    | スライムたちと清掃作業         | Suraimu-tachi to seisō sagyō               | 25 octobre 2020       |
| 5  | Entraînement avec Eliaria et les slimes      | スライムたちとお嬢様の訓練     | Suraimu-tachi to ojōsama no kunren         | 1er novembre 2020     |
| 6  | Élimination de monstres avec les slimes      | スライムたちと魔獣討伐         | Suraimu-tachi to majū tōbatsu              | 8 novembre 2020       |
| 7  | Ouverture de la laverie avec les slimes      | スライムたちと洗濯屋の開店準備 | Suraimu-tachi to sentakuya no kaiten junbi | 15 novembre 2020      |
| 8  | Fonctionnement de la laverie avec les slimes | スライムたちと洗濯屋稼業       | Suraimu-tachi to sentakuya kagyō           | 22 novembre 2020      |
| 9  | Nouveaux collègues avec les slimes           | スライムたちと新しい同僚       | Suraimu-tachi to atarashī dōryō            | 29 novembre 2020      |
| 10 | Slimes et nouvelles variétés                 | スライムたちと新種のスライム   | Suraimu-tachi to shinshu no suraimu        | 6 décembre 2020       |
| 11 | Entraînement au domptage avec les slimes     | スライムたちと従魔術の練習     | Suraimu-tachi to jūma-jutsu no renshū      | 13 décembre 2020      |
| 12 | Nouvelle vie avec les slimes                 | スライムたちと新たなる日々     | Suraimu-tachi to aratanaru hibi            | 20 décembre 2020      |

#### Saison 2
| No | Titre français                         | Titre japonais             | Titre japonais                   | Date de 1re diffusion |
| No | Titre français                         | Kanji                      | Rōmaji                           | Date de 1re diffusion |
| -- | -------------------------------------- | -------------------------- | -------------------------------- | --------------------- |
| 1  | Ryôma et les nouveaux projets          | リョウマと新しい計画       | Ryōma to atarashī keikaku        | 9 janvier 2023        |
| 2  | Ryôma et l'entraînement de sécurité    | リョウマと防犯訓練         | Ryōma to Bōhan Kunren            | 16 janvier 2023       |
| 3  | Ryôma et la mascotte                   | リョウマと看板娘           | Ryōma to Kanbanmusume            | 23 janvier 2023       |
| 4  | Ryôma et la deuxième laverie           | リョウマと2号店            | Ryōma to 2 gōten                 | 30 janvier 2023       |
| 5  | Ryôma et les nouvelles rencontres      | リョウマと新たな出会い     | Ryōma to aratana deai            | 6 février 2023        |
| 6  | Ryôma et le marché aux objets magiques | リョウマと魔法道具市       | Ryōma to mahō dōgushi            | 13 février 2023       |
| 7  | Ryôma et la cuisine traditionnelle     | リョウマと郷土料理         | Ryōma to kyōdo ryōri             | 20 février 2023       |
| 8  | Ryôma et les artistes ambulants        | リョウマと旅芸人           | Ryōma to tabigeinin              | 27 février 2023       |
| 9  | Eliara et ses nouvelles amies          | エリアリアと新しい仲間たち | Eriaria to atarashī nakama-tachi | 6 mars 2023           |
| 10 | Ryôma et le slime volant               | リョウマと空飛ぶスライム   | Ryōma to soratobu suraimu        | 13 mars 2023          |
| 11 | Ryôma et ses journées chargées         | リョウマと慌ただしい日々   | Ryōma to awatadashī hibi         | 20 mars 2023          |
| 12 | Ryôma et la ville de Gimul             | リョウマとギムルの街       | Ryōma to gimuru no machi         | 27 mars 2023          |

### Annotations
1. ↑  Les titres français de la saison 1 de l'adaptation en anime proviennent de Wakanim.
2. ↑  Les titres français de la saison 2 de l'adaptation en anime proviennent de Crunchyroll.

### Édition japonaise

#### Light Novel
1. 1 2  (ja) « 神達に拾われた男 1 », sur Hobby Japan (consulté le 17 octobre 2020).
2. 1 2  (ja) « 神達に拾われた男 2 », sur Hobby Japan (consulté le 17 octobre 2020).
3. 1 2  (ja) « 神達に拾われた男 3 », sur Hobby Japan (consulté le 17 octobre 2020).
4. 1 2  (ja) « 神達に拾われた男 4 », sur Hobby Japan (consulté le 17 octobre 2020).
5. 1 2  (ja) « 神達に拾われた男 5 », sur Hobby Japan (consulté le 17 octobre 2020).
6. 1 2  (ja) « 神達に拾われた男 6 », sur Hobby Japan (consulté le 17 octobre 2020).
7. 1 2  (ja) « 神達に拾われた男 7 », sur Hobby Japan (consulté le 17 octobre 2020).
8. 1 2  (ja) « 神達に拾われた男 8 », sur Hobby Japan (consulté le 17 octobre 2020).
9. 1 2  (ja) « 神達に拾われた男 9 », sur Hobby Japan (consulté le 17 octobre 2020).
10. 1 2  (ja) « 神達に拾われた男 10 », sur Hobby Japan (consulté le 22 mai 2021).
11. 1 2  (ja) « 神達に拾われた男 11 », sur Hobby Japan (consulté le 4 décembre 2021).
12. 1 2  (ja) « 神達に拾われた男 12 », sur Hobby Japan (consulté le 30 janvier 2023).
13. 1 2  (ja) « 神達に拾われた男 13 », sur Hobby Japan (consulté le 31 octobre 2023).
14. 1 2  (ja) « 神達に拾われた男 14 », sur Hobby Japan (consulté le 8 janvier 2024).
15. 1 2  (ja) « 神達に拾われた男 15 », sur Hobby Japan (consulté le 9 juillet 2024).
16. 1 2  (ja) « 神達に拾われた男 16 », sur Hobby Japan (consulté le 20 janvier 2025).
17. 1 2  (ja) « 神達に拾われた男 17 », sur Hobby Japan (consulté le 14 juin 2025).

#### Manga
1. 1 2 3  (ja) « 神達に拾われた男 13 », sur Square Enix (consulté le 20 janvier 2025).
2. 1 2  (ja) « 神達に拾われた男 1 », sur Square Enix (consulté le 17 octobre 2020).
3. 1 2  (ja) « 神達に拾われた男 2 », sur Square Enix (consulté le 17 octobre 2020).
4. 1 2  (ja) « 神達に拾われた男 3 », sur Square Enix (consulté le 17 octobre 2020).
5. 1 2  (ja) « 神達に拾われた男 4 », sur Square Enix (consulté le 17 octobre 2020).
6. 1 2  (ja) « 神達に拾われた男 5 », sur Square Enix (consulté le 17 octobre 2020).
7. 1 2  (ja) « 神達に拾われた男 6 », sur Square Enix (consulté le 17 octobre 2020).
8. 1 2  (ja) « 神達に拾われた男 7 », sur Square Enix (consulté le 23 août 2021).
9. 1 2  (ja) « 神達に拾われた男 8 », sur Square Enix (consulté le 30 janvier 2023).
10. 1 2  (ja) « 神達に拾われた男 9 », sur Square Enix (consulté le 30 janvier 2023).
11. 1 2  (ja) « 神達に拾われた男 10 », sur Square Enix (consulté le 31 octobre 2023).
12. 1 2  (ja) « 神達に拾われた男 11 », sur Square Enix (consulté le 31 octobre 2023).
13. 1 2  (ja) « 神達に拾われた男 12 », sur Square Enix (consulté le 2 mars 2024).
14. 1 2  (ja) « 神達に拾われた男 14 », sur Square Enix (consulté le 6 avril 2025).

### Édition française

#### Manga
1. 1 2  « By the grace of the gods T01 », sur nobi nobi ! (consulté le 30 janvier 2023)
2. 1 2  « By the grace of the gods T02 », sur nobi nobi ! (consulté le 30 janvier 2023)
3. 1 2  « By the grace of the gods T03 », sur nobi nobi ! (consulté le 30 janvier 2023)
4. 1 2  « By the grace of the gods T04 », sur nobi nobi ! (consulté le 30 janvier 2023)
5. 1 2  « By the grace of the gods T05 », sur nobi nobi ! (consulté le 31 octobre 2023)
6. 1 2  « By the grace of the gods T06 », sur nobi nobi ! (consulté le 31 octobre 2023)
7. 1 2  « By the grace of the gods T07 », sur nobi nobi ! (consulté le 31 octobre 2023)
8. 1 2  « By the grace of the gods T08 », sur nobi nobi ! (consulté le 31 octobre 2023)
9. 1 2  « By the grace of the gods T09 », sur nobi nobi ! (consulté le 2 mars 2024)
10. 1 2  « By the grace of the gods T10 », sur nobi nobi ! (consulté le 20 janvier 2025)
11. 1 2  « By the grace of the gods T11 », sur nobi nobi ! (consulté le 20 janvier 2025)
12. 1 2  « By the grace of the gods T12 », sur nobi nobi ! (consulté le 20 janvier 2025)